# يوم الهانغل
يوم الأبجدية الكورية أو يوم الهانغول هو عيد وطني في كوريا في ذكرى اختراع الهانغول الأبجدية الرسمية للغة الكورية من قبل الملك سيه جونغ. يصادف هذا اليوم يوم 9 أكتوبر من كل عام في كوريا الجنوبية و15 يناير في كوريا الشمالية.

## تاريخ
في عام 1926 احتفل مجمع الهانغول بالذكرى الـ 480 لإعلان الهانغول في آخر أيام الشهر التاسع من السنة القمرية والذي يصادف 4 نوفمبر في التقويم الغريغوري. في عام 1931، تم تحويل يوم الاحتفال إلى 29 أكتوبر، وفي عام 1934 تم تحويله إلى 28 أكتوبر بفرض أن التقويم اليولياني كان مستخدماً عام 1446. في عام 1940 تم اكتشاف نسخة أصلية من مخطوطة كشفت أن إعلان الهانغول كان في أول عشرة أيام من الشهر القمري التاسع عام 1446، وهذا اليوم يصادف 9 أكتوبر في التقويم اليولياني. تم إقرار يوم الهانغول بعد تشكيل الحكومة الكورية الجنوبية عام 1945 كعيد وطني يحتفل به في 9 أكتوبر وعطلة رسمية للموظفين الحكوميين. إلا أنه فقد صفته كعطلة رسمية عام 1991 تحت ضغط كبار المشغلين في الدولة من أجل زيادة عدد أيام العمل بالترافق مع بداية العمل بيوم الأمم المتحدة في كوريا. إلا أنه احتفظ بصفته كيوم وطني حيث يطالب مجمع الهانغول بإعادة صفته السابقة كعطلة رسمية في كوريا الجنوبية.
تحتفل كوريا الشمالية بهذا اليوم في 15 يناير الذي يعود إلى عام 1444 والذي يعتقد انه تم الإعلان عن الهانغول فيه.